# Apapa
Apapa es el principal puerto de la ciudad de Lagos, Nigeria, y está situado al oeste de la Isla de Lagos, a través del puerto de la ciudad. También es una de las 774 áreas de gobierno locales de Nigeria.
Apapa es el sitio de un gran terminal de contenedores, que fue operado por el gobierno de Nigeria hasta marzo de 2005, cuando fue vendido a la empresa danesa AP Møller por alrededor de mil millones de dólares americanos.